# 新保義隆
新保 義隆（しんぼ よしたか、1963年2月28日 - ）は、日本の弁護士（第二東京弁護士会）。新保法律事務所パートナー弁護士。

## 来歴・人物
- 1963年2月28日生まれ。中央大学法学部卒業。1990年、弁護士登録（修習42期）。尾﨑昭夫法律事務所に勤務。1995年、新保義隆法律事務所開設。2005年、共同事務所「クレオール日比谷法律事務所」開設。2011年、新保法律事務所を開設。第二東京弁護士会所属。

- 金融証券法務、倒産処理、企業法務を中心として弁護士業務を行っている。また、早稲田セミナーの『デバイス』、『法律学テキスト・基礎シリーズ』、『論文基本問題120選シリーズ』など多数の著書がある。

## 著書
- 『入門の法律 図解でわかる刑法』（日本実業出版社）
- 『入門の法律 図解でわかる行政法』（日本実業出版社）
- 『破産手続の手引‐申立代理人と管財人の実務』（三協法規出版）
- 『民事再生の手引‐申立代理人と監督委員の実務』（三協法規出版）
- 『こんなときどうする 夫婦と親子の法律相談2』（三協法規出版）
- 『こんなときどうする 土地と建物の法律相談2』（三協法規出版）
- 『法律学テキスト基礎憲法』（早稲田経営出版）
- 『法律学テキスト基礎民法I』（早稲田経営出版）
- 『法律学テキスト基礎民法II』（早稲田経営出版）
- 『法律学テキスト基礎刑法I』（早稲田経営出版）
- 『法律学テキスト基礎刑法II』（早稲田経営出版）
- 『法律学テキスト基礎商法』（早稲田経営出版）
- 『法律学テキスト基礎民事訴訟法』（早稲田経営出版）
- 『法律学テキスト基礎刑事訴訟法』（早稲田経営出版）
- 『法律学テキスト基礎行政法』（早稲田経営出版）
- 『法律学テキスト基礎倒産法』（早稲田経営出版）
- 『コンパクトデバイス刑法I』（早稲田経営出版）
- 『コンパクトデバイス刑法II』（早稲田経営出版）
- 『コンパクトデバイス商法I』（早稲田経営出版）
- 『コンパクトデバイス商法II』（早稲田経営出版）
- 『コンパクトデバイス民事訴訟法』（早稲田経営出版）
- 『コンパクトデバイス刑事訴訟法』（早稲田経営出版）
- 『論文基本問題憲法120選』（早稲田経営出版）
- 『論文基本問題民法120選』（早稲田経営出版）
- 『論文基本問題刑法100選』（早稲田経営出版）
- 『論文基本問題商法120選』（早稲田経営出版）
- 『論文基本問題民事訴訟法120選』（早稲田経営出版）
- 『論文基本問題刑事訴訟法120選』（早稲田経営出版）
- 『論文基本問題行政法120選』（早稲田経営出版）